# كاتانا جيجي بوكورو

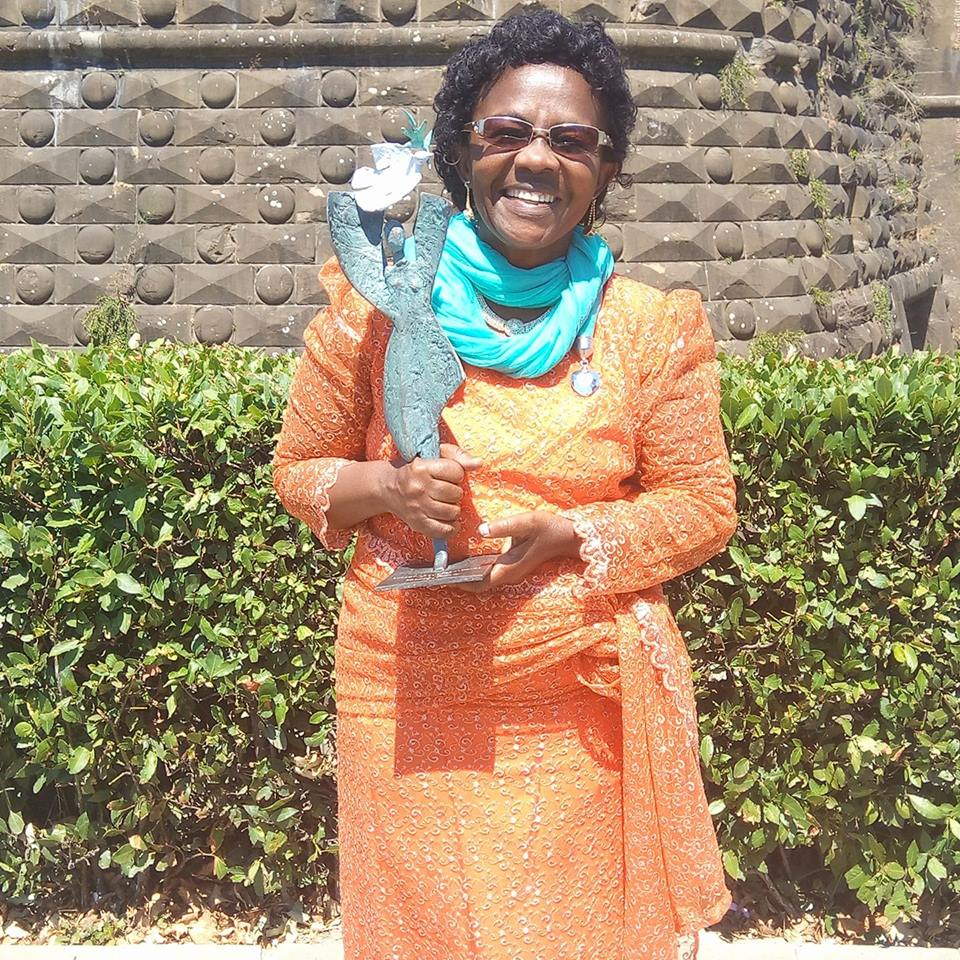
كاتانا جيجي بوكورو.

كاتانا جيجي بوكورو (بالفرنسية: Katana Gégé Bukuru)‏ (ولدت 31 ديسمبر 1963) هي ناشطة في مجال حقوق المرأة من جمهورية الكونغو الديمقراطية ومؤسسة منظمة سوفاد (SOFAD) «تضامن الناشطات من أجل الدفاع عن حقوق الإنسان». عُرِفَت بوكورو «بمرأة جمهورية الكونغو الديمقراطية الحديدية» لالتزامها الشجاع بالنضال من أجل حقوق المرأة.

## السيرة الذاتية
الابنة الكبرى للرئيس التقليدي، قد درست العلوم الاجتماعية في جامعة لوميير ليون2، وقد نفذت بحوثها في مركز للتدريب والبحث التعاوني، جمعية روندا لتعزيز التنمية المتكاملة والمعهد الأفريقي للتنمية، وتعاونها مع العديد من حركات حقوق المرأة مثل جماعة (لا شيء بدون المرأة)، وهي منصة النساء للاتفاق ضمن اطار السلام ومعهد التنمية وتعليم البالغين في افريقيا ولتأزر مع منظمات النسائية ضد العنف ضد المرأة في جنوب كيفو.
عاشت كاتانا جيجي بوكورو في اوفيرا جنوب كيفو بحيث كانت مؤسسة SOFAD في عام 2001 (تضامنت المنظمة مع أكثر من 600 امرأة) من أجل الدفاع عن الحقوق الاجتماعية والاقتصادية والسياسية، أهداف SOFAD حماية ناشطات حقوق الإنسان وتميل إلى ضمان واحترام الحقوق المكفولة في الإعلان العالمي لحقوق الإنسان، وتسعى المنظمة إلى تزويد المساعدة والعون للضحية جراء الاعتداء الجنسي والعنف لاسيما عن طريق تقديم ورش عمل وتدريب للنساء اللواتي يردن ان يصبحن قادة في مجالهن.
مهمة SOFAD تدريب وتحريك النساء الناشطات وتحسين مشاركتهن في الحماية والترويج لحقوق الإنسان وتسهيل إعادة تدريب الضحايا من جميع اشكال المنطقة. والمنظمة تحارب ضد انتشار الأسلحة في منطقة جريت لاك وشرق افريقيا على نطاق واسع.
إن اشتراكها بهذه المعارك قد اكسبها دعم منظمة العفو الدولي. هيكلة العمل لتدريب وتشجيع المرأة على خلق خلية سلام ضمن الحي الخاص بهن. بنقل واستضافة حقوق المرأة بشكل أساسي.
بمناسبة اليوم المرأة العالمي عام 2018 كانت جزء من حملة اليونيسكو الفرنسية: هل يجب أن يكون المرء رجلا ليملك صفحة ويكيبيديا؟ مما يثير الوعي لزيادة التوازن بين الجنسين في الفضاء الرقمي.

## الجوائز
لها العديد من الكفاحات والاشتباكات، وقد حصلت على العديد من الجوائز. كانت أول امرأة تحصل على جائزة فرونت لاين ديفندرز. تم إنشاء الجائزة للمدافعين عن حقوق الإنسان المعرضين للخطر.
- جائزة فرونت لاين ديفندرز، 2007.
- جائزة بير انجير، 2017.
- جائزة سوروبيتميست، 2017.